# Justice autochtone paysanne communautaire

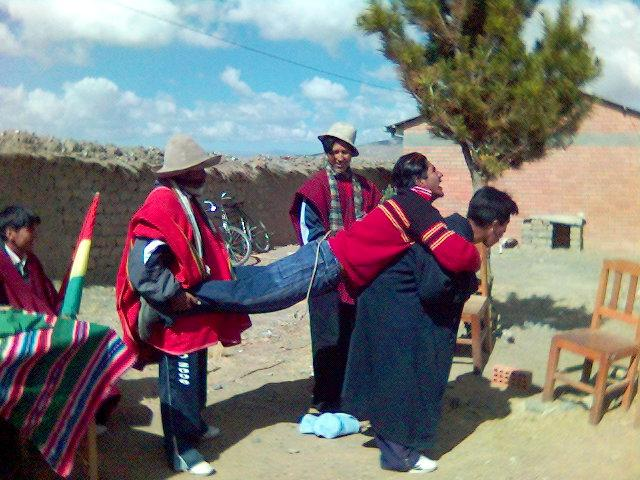
Pièce de théâtre par des étudiants de mettant en scène la justice aymara.

La justice autochtone paysanne communautaire est une forme de justice communautaire prévue par la constitution bolivienne de 2009 et recommandée par les conclusions du Sommet national de la justice plurielle en 2016. Selon José Alfredo Montecinos Revollo, il est important que les facultés de droit boliviennes l'incluent dans leur enseignement. Selon Carlos Alberto Goitia Caballero, cette intégration dans la constitution pose question, particulièrement concernant la place prépondérante que la constitution bolivienne accorde au droit international, qui pourrait rentrer en conflit avec la justice autochtone.
Certaines personnes revendiquent aussi la reconnaissance constitutionnelle du droit propre des communautés afrocolombiennes à travers une juridiction spéciale,.